# Papel A2 Texto & Arte
Papel A2 Texto & Arte é uma editora brasileira independente criada pelo quadrinista Flávio Luiz. A editora ganhou o Troféu HQ Mix na categoria "melhor publicação infantojuvenil" em 2015 pelo álbum Aú, o Capoerista e o Fantasma do Farol.